# Теолин
Теоли́н — село в Україні, у Монастирищенській міській громаді Уманського району Черкаської області. Розташоване за 13 км на схід від міста Монастирище. Населення становить 461 особа.

## Історія
Теолин виник після гайдамацького повстання 1768 р., коли сюди повернулися поміщики — поляки. Однак з'явилися й нові, зокрема майор у відставці Йосиф Карлович Борман. Зовсім не ясно чий він був майор польський чи російський. Адже Правобережжя (а з ним і Теолин) стало 1793 року, частиною Росії. В історичних джерелах у (Л.Похилевича) повідомляється що на початку 1860 років Теолин належав саме цьому пану, у якого був син Едуард 1827 року народження. Тоді в Теолині вже мешкало 417 жителів. Поміщики мали 1531 десятину землі. Поміщикам потрібні були селяни. Засновники поселення одержавши землю стягували їх із Полісся, Поділля, Молдови, Галичини та з інших земель. Тому воно так спочатку й називалося — Стяглин. (Від слова «стягувати»). Пізніше ця назва у селянській мові трансформувалась в — Тилгин. А потім у благозвучніше — Теолин. У 30-х, 40х роках ще вживались обидві назви, Тилгин і Теолин. Селяни з Полісся стали тут Поліщуками, з Поділля — Подолянюками. Саме їх родини, а також Куріїв, Тертичних, Тишнюків, Дудників, Полонських, Бабичів, Висоцьких, Поміркованих склали основу села.
До 1917 року Теолин входив до Конельсько-Попівської волості разом з десятьма населеними пунктами таких як Конельські Хутори, Конельська Циберманівка, Циберманівська Гребля, Острожани, Зюбриха, Копіювата серед них два містечка Конела і Юстинград. На всю волость був один судовий слідчий, один сільський лікар, становий пристав третього стану, урядник Липовецького повіту. Поштово-телеграфна станція розміщувалась в Юстинграді. Волость належала до Липовецького повіту Київської губернії.
В другій половині лютого 1918 року село окупували радянські війська, а вже 5 березня воно перейшло під владу Директорії.
15 березня 1919 року село вдруге захопили війська Червоної армії. Тоді ж у Теолині було створено трудову комуну. В вересні 1919 року до села ввійшли війська генерала Денікіна, які утримували владу до грудня 1919 року, коли частини 44-ї дивізії Червоної армії знову не захопили її.
Із історичних пам'яток в Теолині довго зберігався останній в районі вітряк. В 1980 році його було демонтовано і вивезено в районний центр Монастирище для оформлення ярмаркової площі. Але незабаром він згорів через необережне поводження з вогнем.

## Галерея

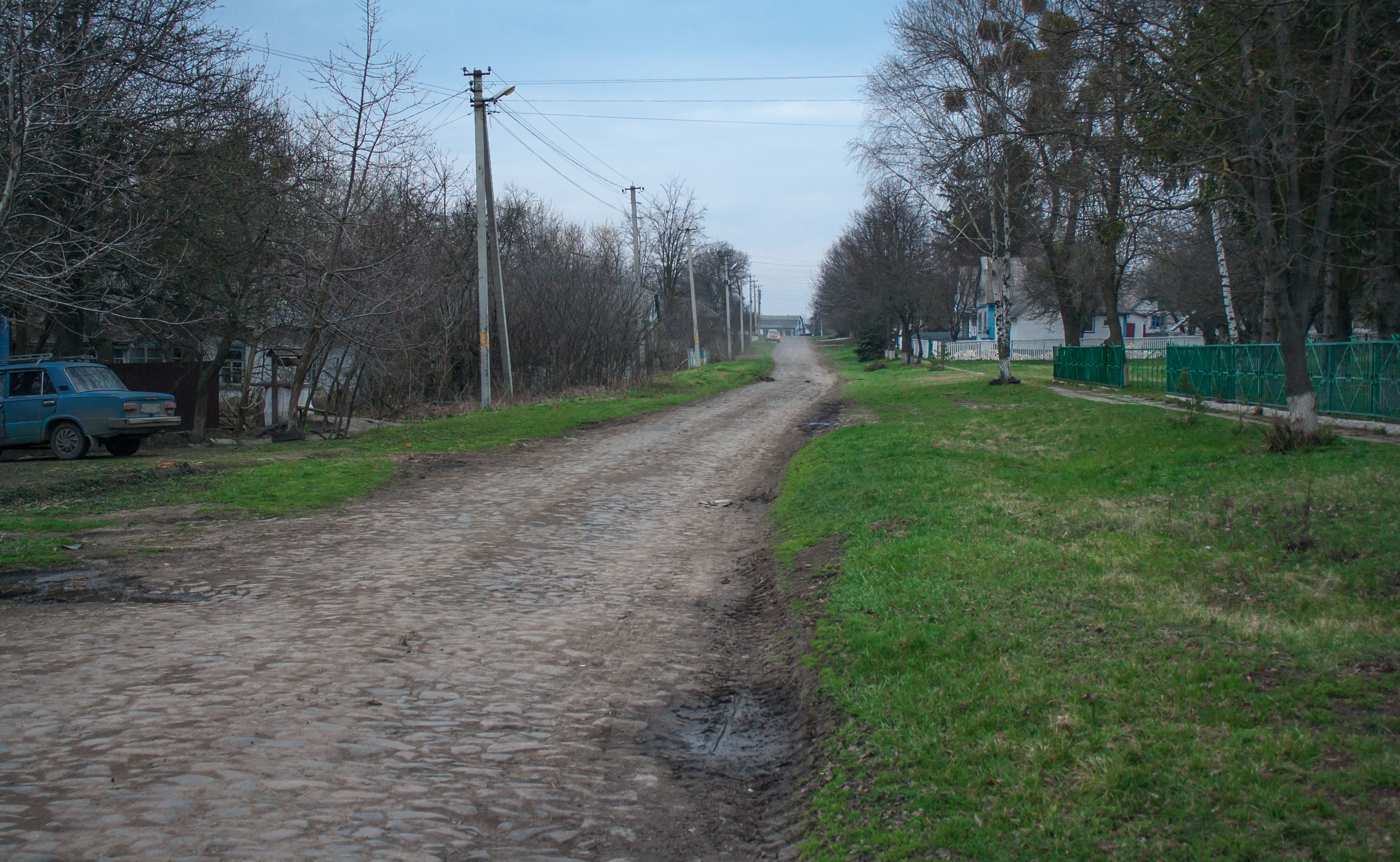
Вулиця Молодіжна
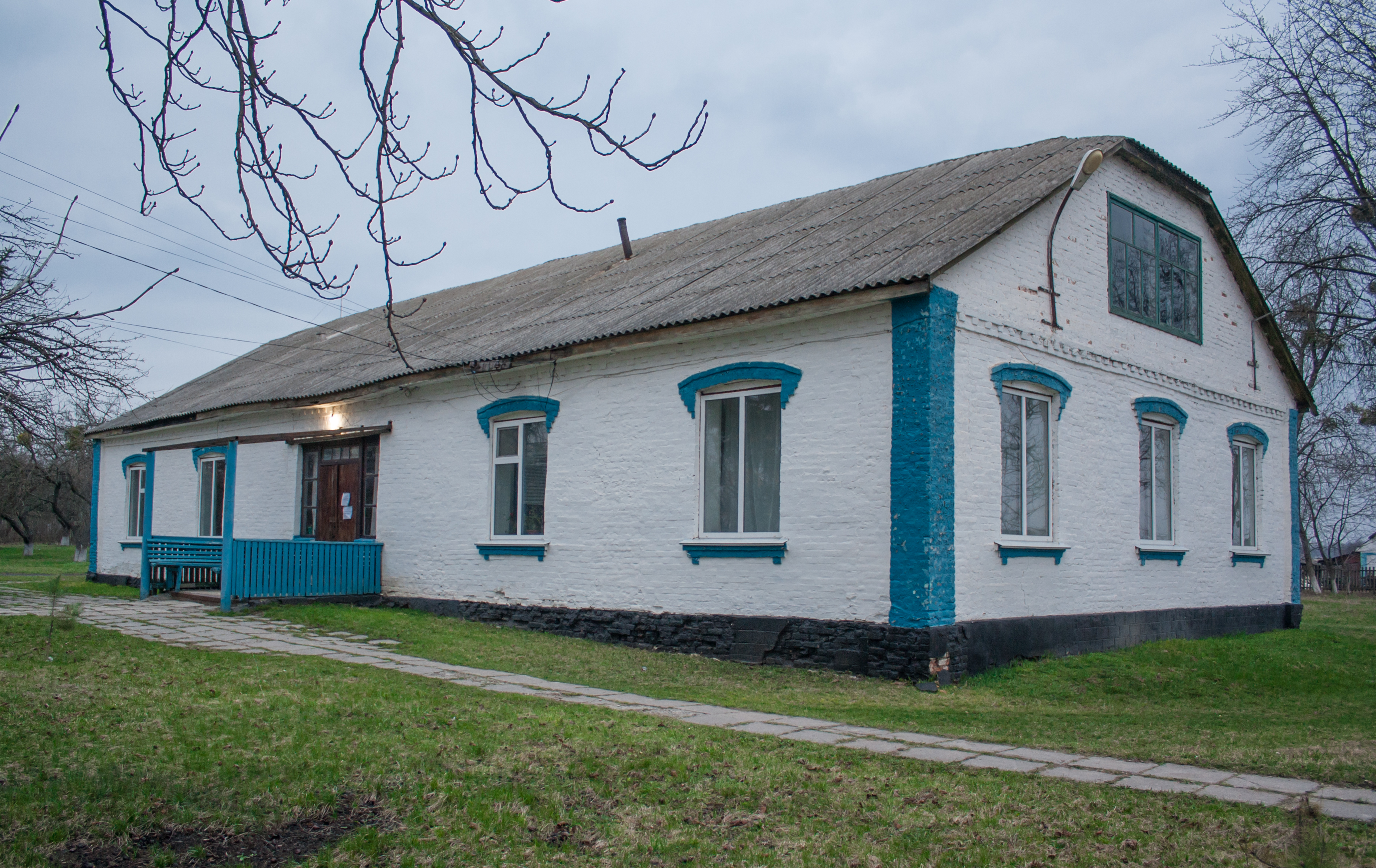
Сільрада
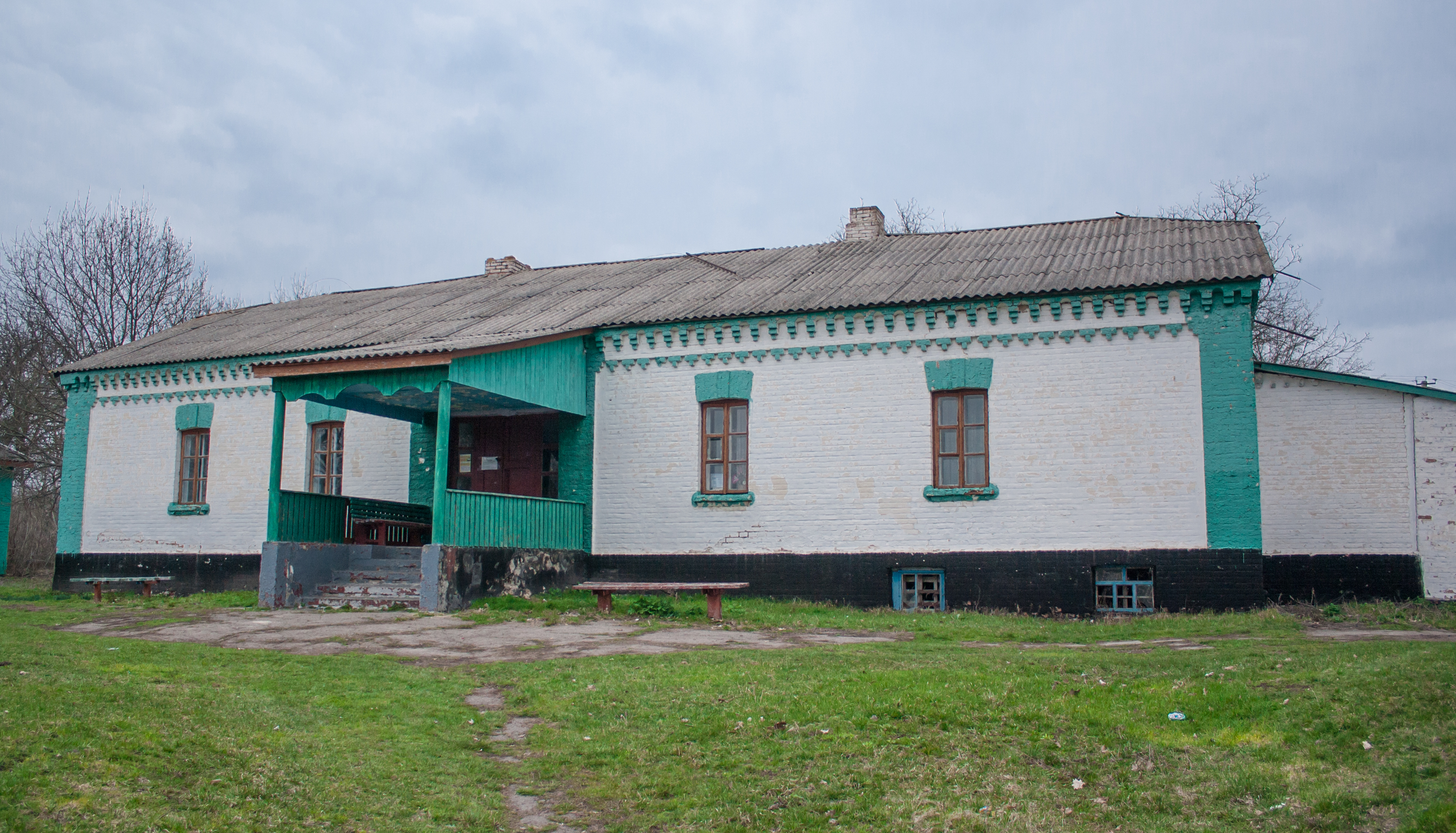
Пошта та бібліотека
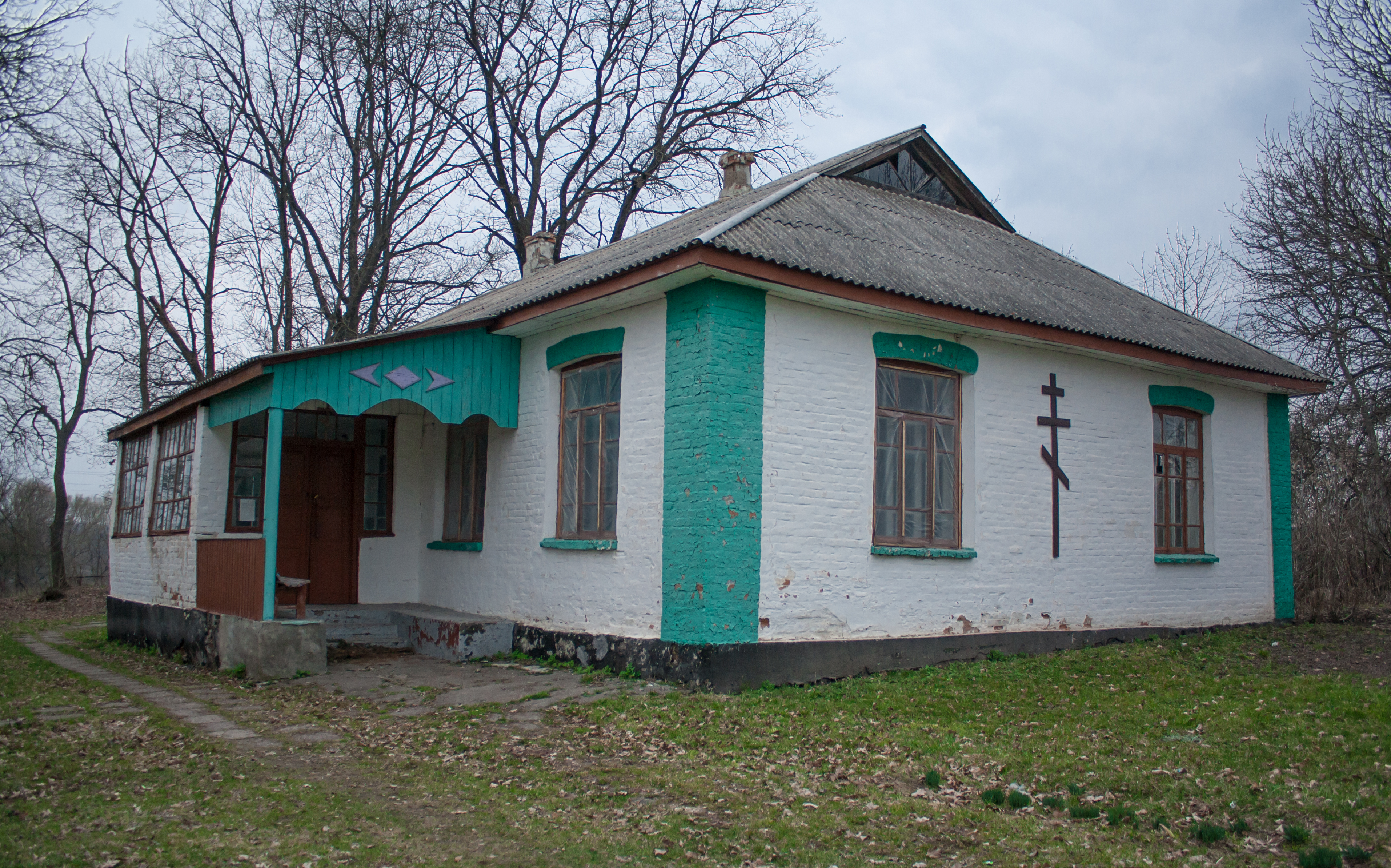
Церква
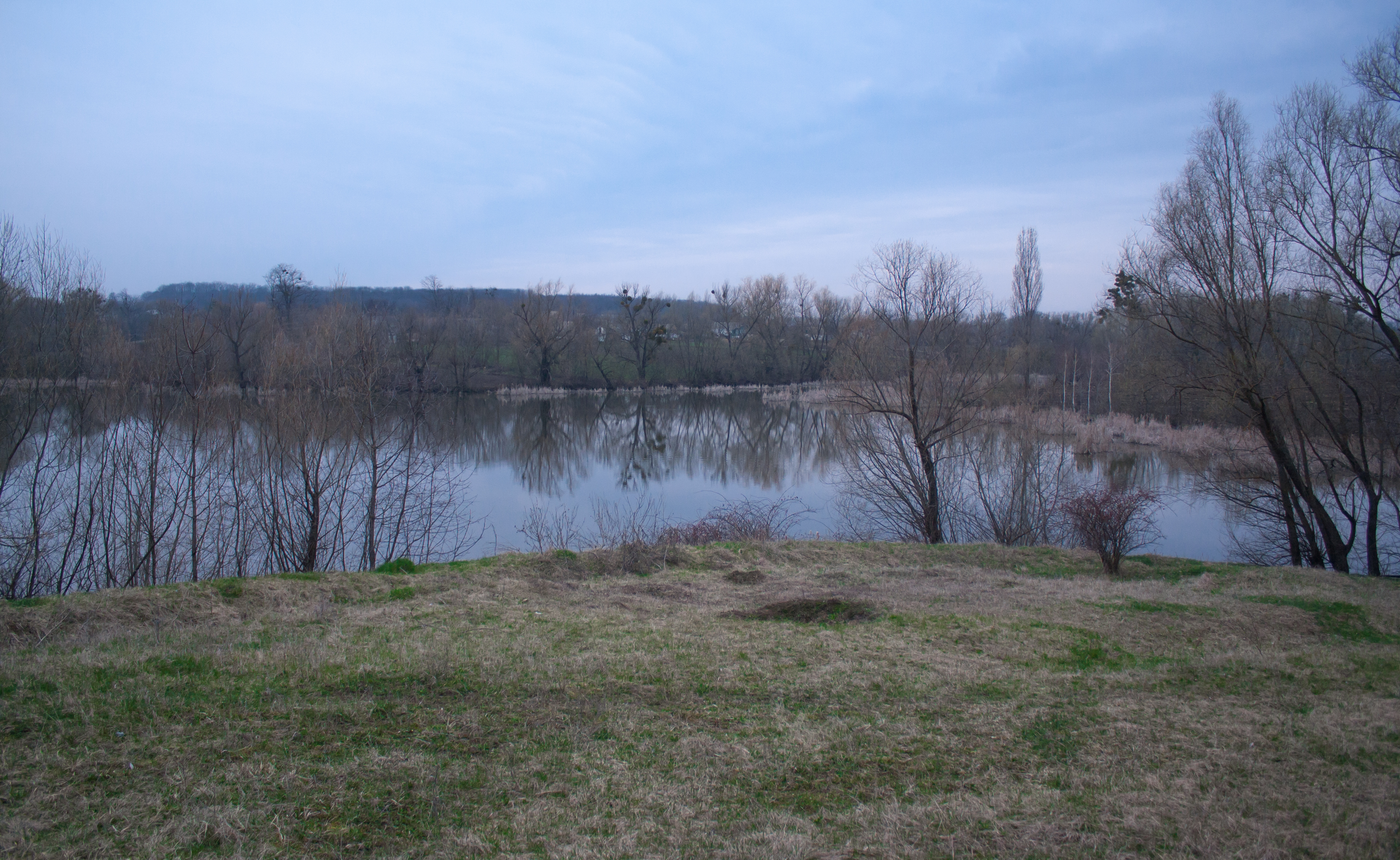
Ставок
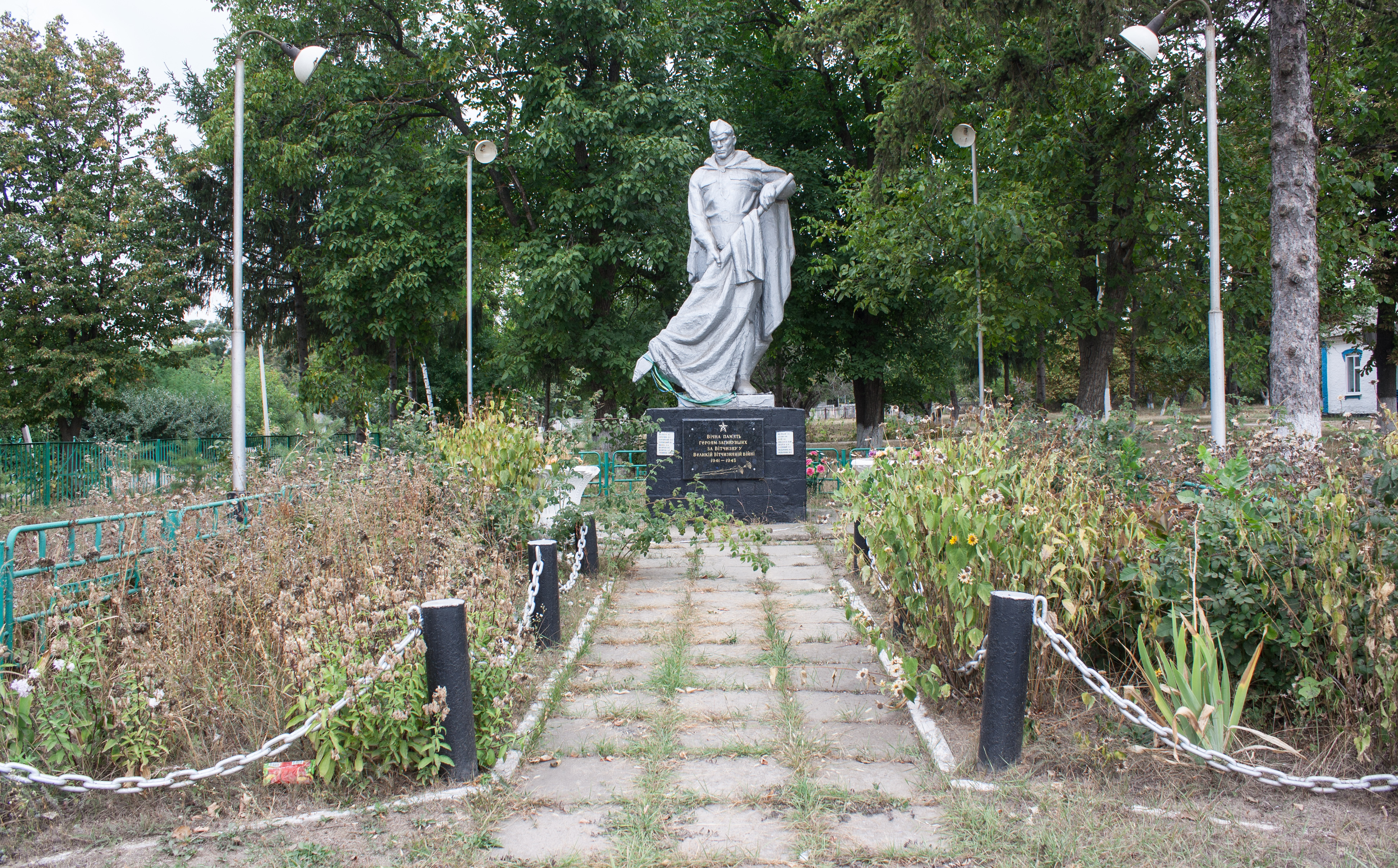
Пам'ятник воїнам-односельцям
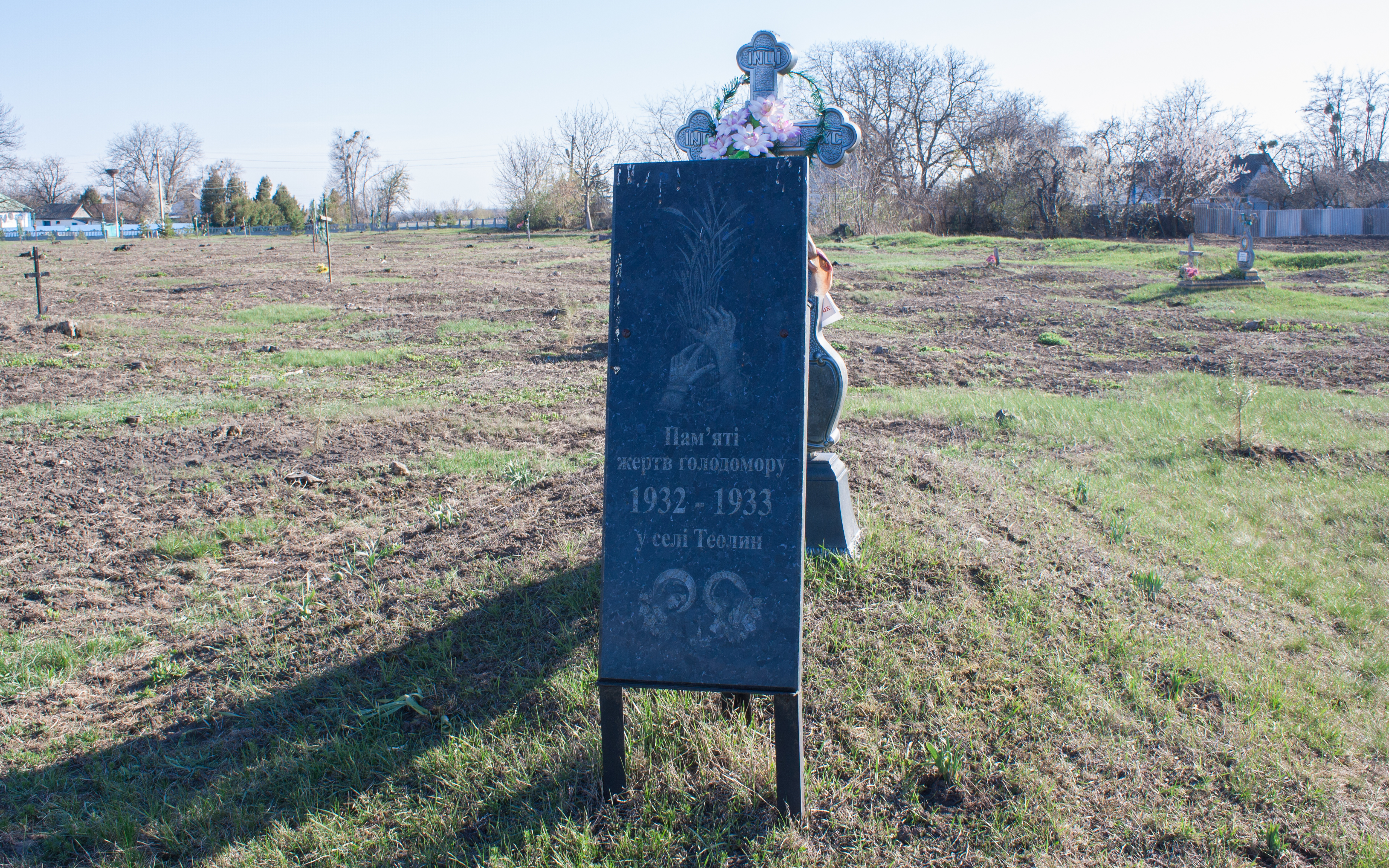
Пам'ятний знак жертвам Голодомору
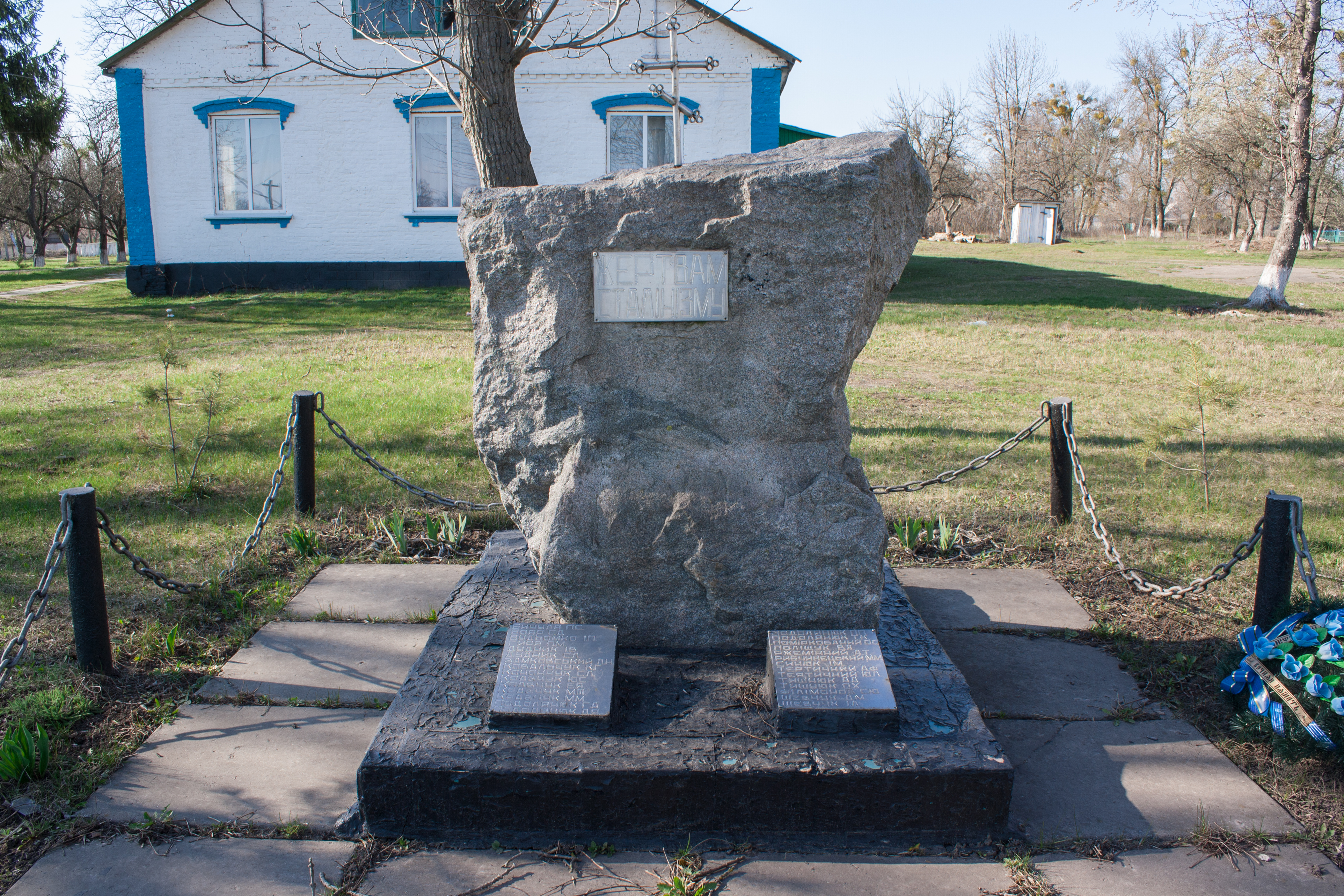
Пам'ятний знак жертвам репресій
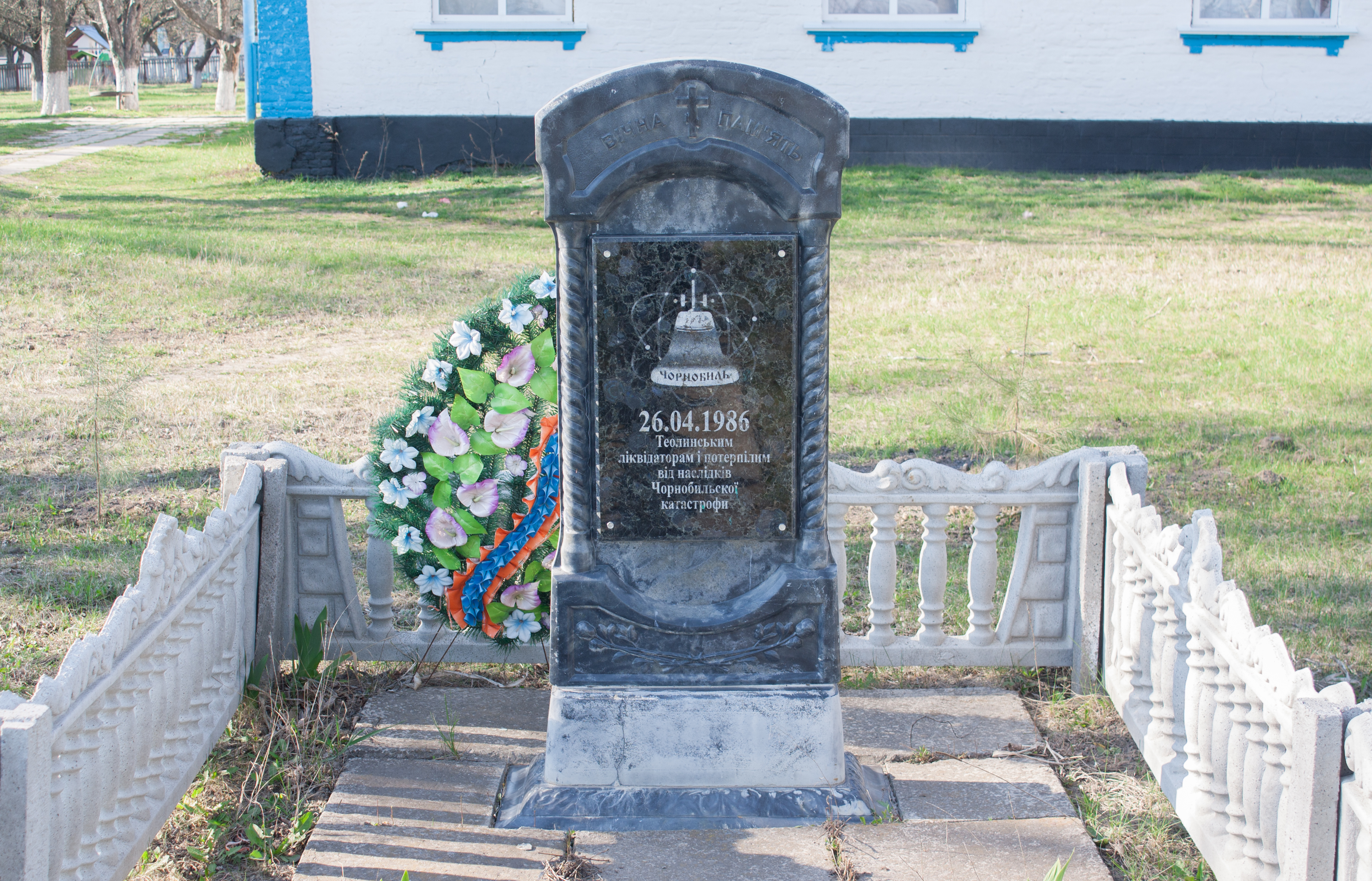
Памятний знак чорнобильцям

## Відомі люди
- Андріяш Ольга Павлівна (10 грудня 1936 року) — доцент Київського національного університету імені Тараса Шевченка, геолог, геоморфолог.